# ماجراهای آقای نیکولاس ویزدوم
ماجراهای آقای نیکولاس ویزدوم ((به لهستانی: Mikołaja Doświadczyńskiego przypadki))
نام یک رمان است که توسط نویسنده‌ای لهستانی، Ignacy Krasicki نوشته و در سال ۱۷۷۶ میلادی چاپ و منتشر شده‌است. داستان این رمان از این قرار است که آقای نیکولاس برای انجام دادن یک سری از مأموریت‌های سری خود باید به شهرهای شلختا، ورشو، پاریس و یک جزیره کوچک به نیپو واقع در کشور ژاپن مسافرت کند. او در این سفر با با تجربه مدل‌هایی از خردگرایی در عصر روشنگری آشنا می‌شود.